# Campionati italiani femminili assoluti di atletica leggera 1928
I VI campionati italiani femminili assoluti di atletica leggera si sono tenuti presso lo Stadio del Littoriale di Bologna il 14 ottobre 1928. Sono stati assegnati undici titoli in altrettante discipline.
Rispetto alla precedente edizione, fu introdotta la gara dei 60 metri piani e furono reintrodotti i 400 metri piani; furono invece tolte da programma le gare dei 250 e 800 metri piani. Al posto della staffetta 4×100 metri si tornò alla staffetta 4×75 metri. Infine, tornarono nel programma le prove multiple con il triathlon (100 metri piani, salto in alto e lancio del giavellotto).
Durante la manifestazione furono battuti quattro record italiani: salto in lungo (Derna Polazzo, 5,05 m), getto del peso (Bruna Bertolini, 9,58 m), lancio del disco (Vittorina Vivenza, 33,05 m) e lancio del giavellotto (Matilde Villani, 29,06 m).
Anche se i campionati italiani di società di atletica leggera furono introdotti per le donne solo nel 1939 (per gli uomini la prima edizione sarà invece nel 1931), fu comunque stilata una classifica a punti per le società partecipanti. Al primo posto si posizionò la Società Ginnastica Triestina, seguita da Virtus Bologna Sportiva, Società Ginnastica Forza e Coraggio Milano, Cotonificio Cantoni di Castellanza e Società Ginnastica Torino.
Il titolo italiano della corsa campestre fu invece assegnato l'11 marzo a Milano.

## Risultati

### Le gare del 14 ottobre a Bologna
| Specialità                          | Oro                                                                                    | Prestazione | Argento                                                                              | Prestazione | Bronzo                                                                                | Prestazione            |
| Corse                               | Corse                                                                                  | Corse       | Corse                                                                                | Corse       | Corse                                                                                 | Corse                  |
| ----------------------------------- | -------------------------------------------------------------------------------------- | ----------- | ------------------------------------------------------------------------------------ | ----------- | ------------------------------------------------------------------------------------- | ---------------------- |
| 60 m                                | Margherita Scolari Società Ginnastica Torino                                           | 8"1/5       | Matilde Moraschi Società Ginnastica Pro Patria et Libertate                          | 8"2 s       | Medaglia non assegnata                                                                | Medaglia non assegnata |
| 60 m                                | Margherita Scolari Società Ginnastica Torino                                           | 8"1/5       | Cesarina Bernardi Virtus Bologna Sportiva                                            | 8"2 s       | Medaglia non assegnata                                                                | Medaglia non assegnata |
| 100 m                               | Margherita Scolari Società Ginnastica Torino                                           | 13"2/5      | Derna Polazzo Società Ginnastica Triestina                                           | a 1 metro   | Ernestina Steiner Società Ginnastica Triestina                                        | s/t                    |
| 400 m                               | Giovanna Marchini ASSI Giglio Rosso                                                    | 1'06"0      | Amelia Schenone Società Ginnastica Forza e Coraggio Milano                           | 1'07"2/5    | Lena Olari Unione Sportiva Fascista Acquanegra                                        | 1'09"0                 |
| 83 m hs                             | Olga Barbieri Società Ginnastica Pro Patria et Libertate                               | 14"1/5      | Ellen Capozzi Società Ginnastica Torino                                              | 15"3/5      | Pina Cipriotto Società Ginnastica Triestina                                           | 16"0 s                 |
| Staffetta 4×75 m                    | Società Ginnastica Triestina Pina Cipriotto Ersilia Martini Derna Polazzo Tina Steiner | 41"2/5      | SG Forza e Coraggio Milano Luigia Bonfanti Bice Ceriani Maria Bonfanti Anita Beretta | 41"3/5      | Società Ginnastica Torino Margherita Scolari Ines Faccio Ellen Capozzi Giovanna Moris | s/t                    |
| Salti                               |                                                                                        |             |                                                                                      |             |                                                                                       |                        |
| Salto in alto                       | Silia Martini Società Ginnastica Triestina                                             | 1,38 m      | Eleonora Tonelli Virtus Bologna Sportiva                                             | 1,35 m      | Derna Polazzo Società Ginnastica Triestina                                            | 1,30 m                 |
| Salto in lungo                      | Derna Polazzo Società Ginnastica Triestina                                             | 5,05 m      | Cesarina Bernardi Virtus Bologna Sportiva                                            | 4,85 m      | Vittorina Vivenza Associazione Sportiva Aosta                                         | 4,82 m                 |
| Lanci                               |                                                                                        |             |                                                                                      |             |                                                                                       |                        |
| Getto del peso                      | Bruna Bertolini Società Ginnastica Forza e Coraggio Milano                             | 9,58 m      | Pierina Borsani Cotonificio Cantoni Castellanza                                      | 9,17 m      | Tina Goldoni AS La Fratellanza Modena                                                 | 8,94 m                 |
| Lancio del disco                    | Vittorina Vivenza Associazione Sportiva Aosta                                          | 33,05 m     | Pierina Borsani Cotonificio Cantoni Castellanza                                      | 28,06 m     | Tina Goldoni AS La Fratellanza Modena                                                 | 26,32 m                |
| Lancio del giavellotto              | Matilde Villani GS Fascio Reggio Emilia                                                | 29,06 m     | Pierina Borsani Cotonificio Cantoni Castellanza                                      | 28,655 m    | Jolanda Bacchelli Virtus Bologna Sportiva                                             | 25,13 m                |
| Prove multiple                      |                                                                                        |             |                                                                                      |             |                                                                                       |                        |
| Triathlon(100 m, alto, giavellotto) | Pierina Borsani Cotonificio Cantoni Castellanza                                        | 120 p.      | Silia Martini Società Ginnastica Triestina                                           | 103 p.      | Bruna Bertolini Società Ginnastica Forza e Coraggio Milano                            | 88 p.                  |

### La corsa campestre dell'11 marzo a Milano
Il titolo di campionessa italiana di corsa campestre fu assegnato a Milano su un percorso di 800 metri in linea retta all'ippodromo di San Siro. Si iscrissero 23 atlete, 15 delle quali arrivarono a concludere la gara.
| Specialità              | Oro                                            | Prestazione | Argento                                      | Prestazione | Bronzo                                      | Prestazione |
| ----------------------- | ---------------------------------------------- | ----------- | -------------------------------------------- | ----------- | ------------------------------------------- | ----------- |
| Corsa campestre (800 m) | Leandrina Bulzacchi Unione Sportiva Soresinese | 2'42"0      | Emilia Pedrazzani Unione Sportiva Soresinese | a 2 metri   | Caterina Pedrini Unione Sportiva Soresinese | s/t         |